# Théâtre de l'absurde
Le théâtre de l'absurde est un courant théâtral apparu au XXe siècle à l'époque de la Seconde Guerre mondiale qui se caractérise par une rupture totale avec des genres plus classiques tels que la tragédie, la comédie ou la tragi-comédie. Cette rupture se traduit par exemple par un manque total de continuité dans les actions ou l'absence d'histoire, comme dans La Cantatrice chauve d'Eugène Ionesco. C'est un genre traitant fréquemment de l'absurdité de l'Homme et de la vie. L'origine de ce mouvement tient essentiellement à la chute de l’humanisme et au traumatisme causé par la Seconde Guerre mondiale. Si ce mouvement littéraire s'est inspiré des surréalistes et des dadaïstes, il est radicalement opposé au réalisme.

## Origines de l'absurde
Certains auteurs ont cherché les origines de ces évolutions théâtrales dans les écrits théoriques d’Antonin Artaud, Le Théâtre et son double (1938), et dans la notion brechtienne de l’effet de distanciation (Verfremdungseffekt). Des auteurs comme Alfred Jarry, Guillaume Apollinaire ou Franz Kafka sont aussi considérés comme des influences voire des précurseurs du théâtre de l'absurde. L’apparente absurdité de la vie est un thème existentialiste que l’on trouvait chez Jean-Paul Sartre et Albert Camus. Mais Beckett ou Ionesco réfutaient toutes influences de courant philosophique. Pour Eugène Ionesco, « le théâtre n'est pas le langage des idées », et Beckett affirmait : « je ne suis pas un philosophe, je ne lis jamais les philosophes ; je ne comprends rien à ce qu'ils écrivent ». À l'inverse, Jean-Paul Sartre ou Albert Camus utilisent dans leurs créations théâtrales les outils de la dramaturgie conventionnelle et développent leurs thèmes dans un ordre rationnel.

## Pionniers
Le théâtre de l’absurde ne fut ni un mouvement ni une école, et tous les écrivains concernés étaient extrêmement individualistes et formaient un groupe hétérogène. Ce qu’ils avaient en commun, cependant, résidait dans une remise en cause du théâtre occidental pour son adhésion à la caractérisation psychologique, à une structure cohérente, une intrigue et la confiance dans la communication par le dialogue. Héritiers d’Alfred Jarry et des surréalistes, Samuel Beckett (En attendant Godot, 1953 ; Fin de partie, 1956) ou Jean Vauthier (Capitaine Bada, 1950) introduisirent l’absurde au sein même du langage, exprimant ainsi la difficulté à communiquer, à élucider le sens des mots et l’angoisse de ne pas y parvenir. Ils montraient des antihéros aux prises avec leur misère métaphysique, des êtres errant sans repère, prisonniers de forces invisibles dans un univers hostile (La Parodie d’Adamov, 1949 ; Les Bonnes de Jean Genet, 1947 ; La Cantatrice chauve d’Eugène Ionesco, 1950).
Géographiquement, si les premières œuvres de ces pionniers sont présentées dans le Paris avant-gardiste, et dans les théâtres de poche de la Rive gauche, la plupart des chefs de file de ce mouvement vivent en France, mais ne sont pas d'origine française.

## Le terme d'absurde

### Origine critique du terme
L'expression « théâtre de l'absurde » est utilisée par le critique Jacques Lemarchand au début des années 1950, en voulant mettre en exergue les similitudes entre les œuvres de Ionesco, Adamov et Beckett. Le mot est alors en vogue, grâce à Camus et Sartre, et l'expression fait florès.
L’essai de Martin Esslin publié en 1961, où l’expression théâtre de l’absurde devient célèbre, définit ce type de dramaturgie en l’analysant à la lumière des écrits d’Albert Camus, et notamment du Mythe de Sisyphe qui portent sur l’absurdité de l’être. Pour Esslin, les principaux dramaturges du mouvement sont Eugène Ionesco, Samuel Beckett, Jean Genet et Arthur Adamov, bien que chacun de ces auteurs ait les préoccupations et des styles très personnels qui dépassent le terme absurde.
En analysant le répertoire de l’avant-garde dramatique de son époque, Martin Esslin met en avant que ces pièces de théâtre montrent l’homme plongé dans un monde qui ne peut ni répondre à ses questions, ni satisfaire ses désirs. Un monde qui, au sens existentialiste du mot, est « absurde ».

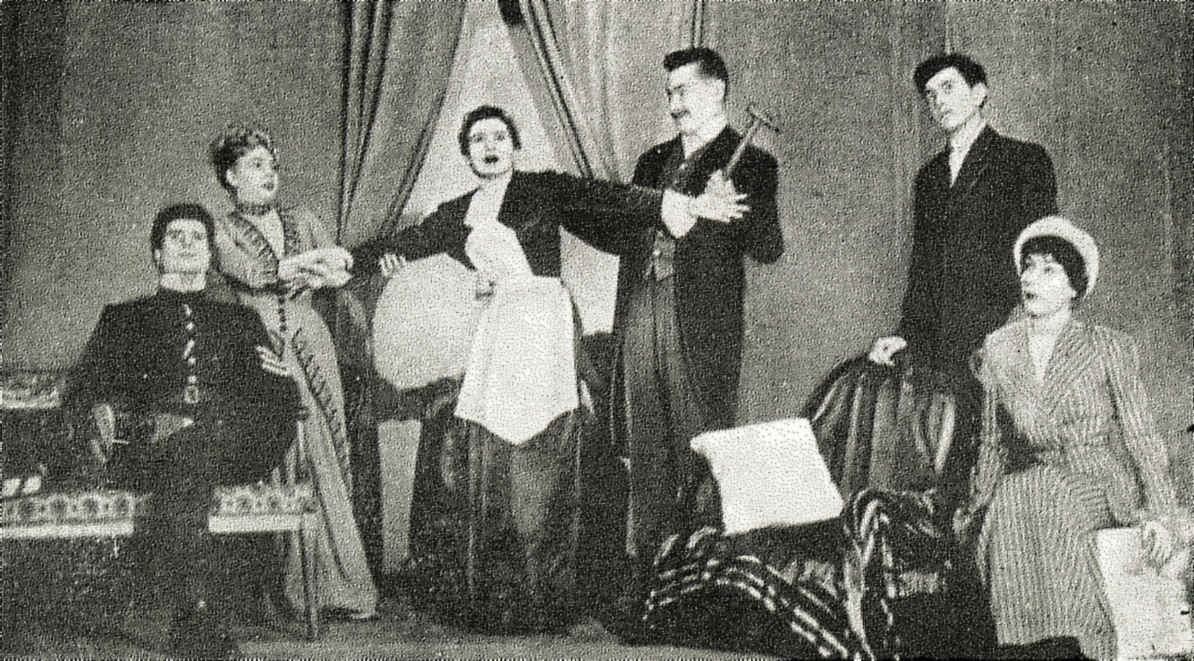
La Cantatrice chauve de Eugène Ionesco mise en scène par Nicolas Bataille lors de sa création au Théâtre des Noctambules.

À partir de La Cantatrice chauve, première pièce de Ionesco en 1950, se fonde pourtant un absurde spécifiquement théâtral, plus proche du raisonnement par l’absurde connu en logique, que de la notion existentialiste. La critique de l’époque appelait d’ailleurs également ce mouvement dramatique : « nouveau théâtre », l'expression « théâtre de l'absurde » étant au début désavouée par Ionesco et Adamov qui récusaient toute appartenance à l’existentialisme. Ce genre se fonde aussi sur le spectacle total prôné par Antonin Artaud.
Ce théâtre va, selon Esslin en 1961, « fournir un langage nouveau, des idées nouvelles, des points de vue nouveaux et une philosophie nouvelle, vivifiée ».
Une autre expression a été utilisée également quelques années plus tard, le « nouveau théâtre », le nouveau roman étant, au milieu des années 1950, un mouvement littéraire en vogue.

### Opposition des auteurs
Les principaux auteurs concernés par ce mouvement s'étaient opposés à ce qu'ils y soient rattachés. C'est notamment le cas d'Eugène Ionesco qui dans Notes et contre-notes et de nombreux interviews s'oppose à cette nomination. Dans ce premier ouvrage il dit par exemple :
« On dit que j’étais un écrivain de l’absurde ; il y a des mots comme ça qui courent les rues, c’est un mot à la mode qui ne le sera plus. En tout cas il est dès maintenant assez vague pour ne rien vouloir dire et pour tout définir facilement. »
Mais il n’est pas le seul, Beckett disait aussi qu’il n’a « jamais été d’accord avec cette notion de théâtre de l’absurde » et Adamov affirmait que « le mot théâtre absurde déjà m’irritait. La vie n’est pas absurde, difficile, très difficile seulement. ». Roger Blin disait aussi que « le mot “théâtre de l’absurde” est une invention de Martin Esslin, que chacun des auteurs [concernés] récuse ». Jean-Paul Sartre, englobant tous les auteurs du théâtre de l’absurde dit que « cette appellation elle-même est absurde, parce qu’aucun d’eux ne considère la vie humaine et le monde comme une absurdité  ». En définitive, cette appellation, même si elle est largement utilisée aujourd’hui, ne semble pas adéquate dans le sens où aucun auteur ne se sent proche de ce courant.

### Autres noms proposés
Le terme « avant-garde » est utilisé pour définir le théâtre expérimental qui s’oppose à la tradition, à l’académisme et au théâtre facile et qui combattrait pour son art contre le public. Ce serait donc plutôt un état d’« esprit », auquel se rattachent différents mouvements littéraire comme le symbolisme de Lugné-Poe, le Théâtre Libre d’André Antoine, le théâtre de la cruauté d’Antonin Artaud… C’est Leonard Pronko qui propose ce terme en 1962 dans Avant-garde : le théâtre expérimental en France pour définir le courant des nouveaux dramaturges. Ionesco considère lui-même que le rattacher à l’avant-garde est une mode qui passera et ne s’associe pas à ce courant qui lui a été imposé par la critique, en effet, pour lui « l’avant-garde ne peut généralement être reconnue qu’après coup, lorsqu’elle aura réussi ». Adamov, en revanche, dit dans L’Homme et l’enfant que « nous étions […] les metteurs en scène de l’avant-garde opérante » même s’il affirme plus loin dans la même œuvre qu’il voyait « dans l’avant-garde une échappatoire facile, une diversion aux problèmes réels. ».
Un autre terme, celui de théâtre de dérision est proposé par Emmanuel Jacquart, montrant les liens entre Ionesco, Adamov et Beckett, à travers ce à quoi ils s’opposent – oppositions proches de celles de l’avant-garde – et ce en quoi ils sont unis, dans leurs théories, leurs techniques, leurs thèmes, leurs sujets, etc. En 1962, le terme « comédie sombre » est proposé par J.L. Styan dans le texte The Dark Comedy : the development of Modern Comic Tragedy. En 1963, c’est Lionel Abel qui propose dans Metatheatre. A New View of Dramatic Form le qualificatif métathéâtre, cependant, ce terme exclut Ionesco… Le terme « Nouveau Théâtre », en référence au Nouveau Roman qui connaît son essor pendant les années 1950 sera aussi un peu utilisé, ainsi que le terme anti-pièce, en référence au sous-titre de La Cantatrice chauve.

## Caractéristiques de l'absurde
Ces auteurs, comme Eugène Ionesco, Samuel Beckett, Arthur Adamov, Jean Genet, Georges Schehadé, ou encore Harold Pinter, ont bouleversé les conventions du genre théâtral. Par exemple, dans les pièces de Ionesco, les personnages sont réduits au rang de pantins, toute possibilité de communication entre eux est détruite, ce qui ôte toute cohérence à l’intrigue et toute logique aux propos tenus sur scène. Les représentations théâtrales de ces pièces n'ont cependant rien de chaotique, le jeu des acteurs ou la destructuration agencée de la parole et de la pièce, leur donne une unité et un sens.
L’absurdité des situations mais également la déstructuration du langage lui-même ont fait de ce style théâtral un mouvement dramatique à part entière. Ce type de théâtre montre une existence dénuée de signification mettant en scène la déraison de tout espoir de communication, dans laquelle l’humanité se perd. En Europe centrale et en Russie cette déstructuration du langage a aussi favorisé le développement du théâtre non verbal.
A la même époque et dans les pays de l'Europe de l'Est, Hongrois, Tchécoslovaques, Polonais, Bulgares, Ukrainiens ou Slovènes, créent également un nouveau théâtre jouant avec l'absurde et le grotesque.

## Dramaturges

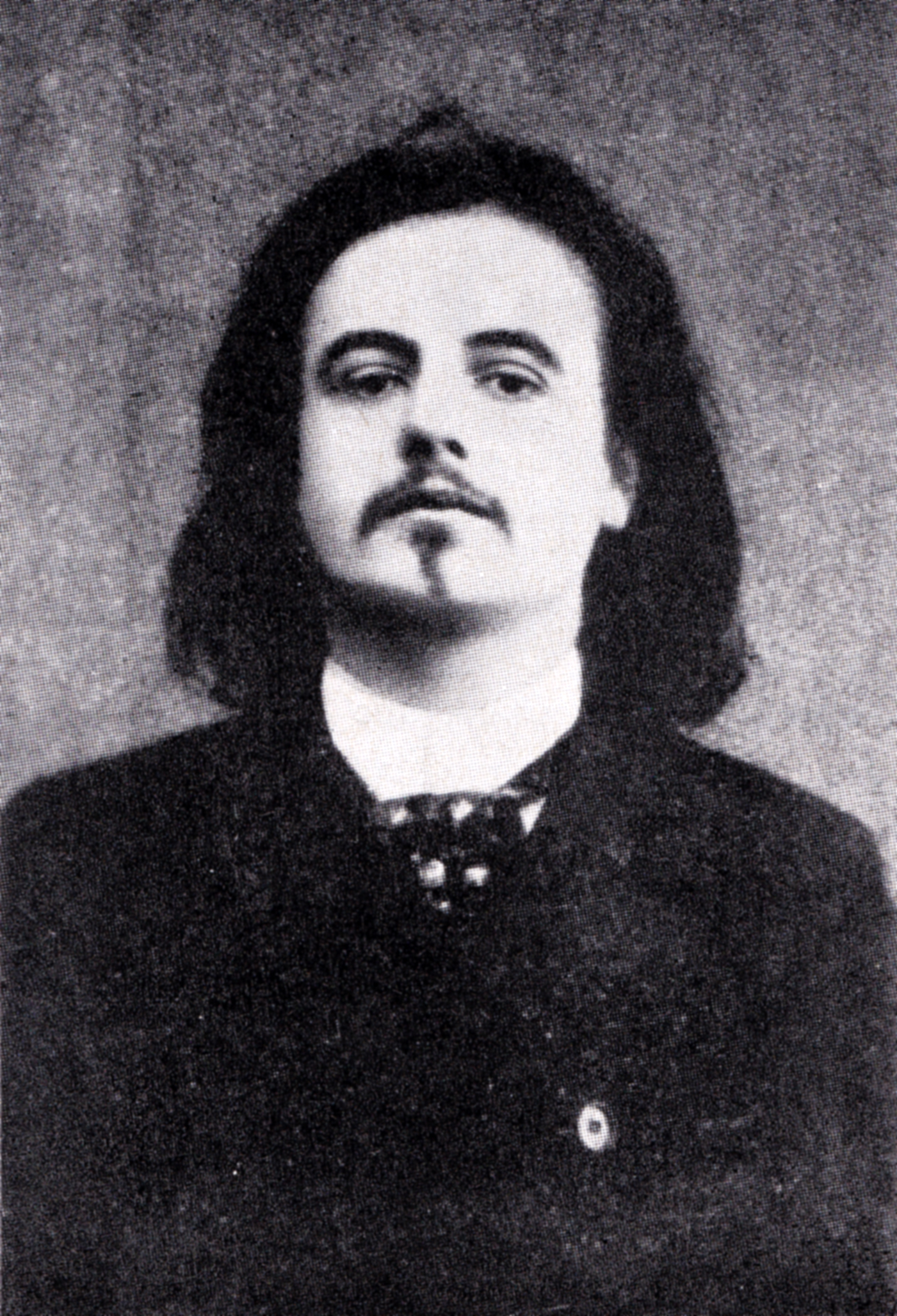
Photographie d'Alfred Jarry

### Précurseurs
- Alfred Jarry (1873-1907) : Ubu roi
- Guillaume Apollinaire (1880-1918)
- Mykola Koulich (1892-1937)
- Antonin Artaud (1893-1948)
- Michel de Ghelderode (1898-1962) : théâtre où le surnaturel et la mort éclatent en images hallucinantes. Il s’agit d’un précurseur, puisque ses pièces ont été écrites avant la guerre, mais publiées après. Son angoisse devant la dérision humaine annonce la violence de l’interrogation métaphysique au cœur du nouveau théâtre.
- Roger Vitrac (1899-1952)
- Julien Torma (1902-1933)
- Witold Gombrowicz (1904-1969)

### Pionniers

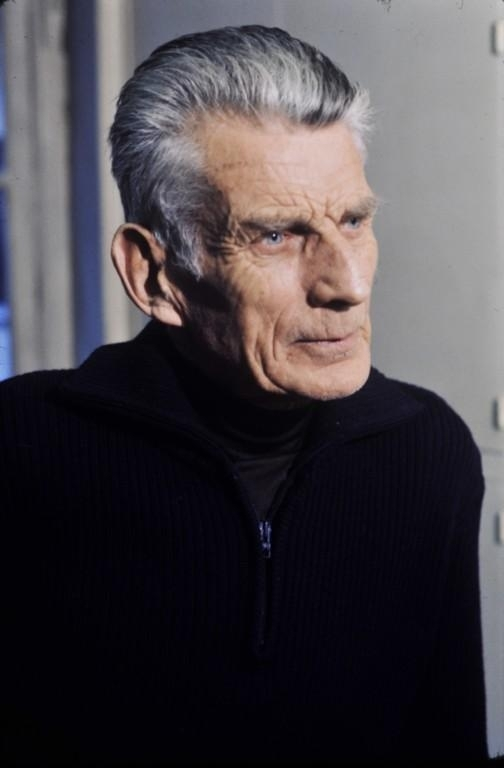
Photographie de Samuel Beckett, 1977

- Samuel Beckett (1906-1989) : il a une volonté de faire un spectacle laissant une impression de vide (En attendant Godot, Oh les beaux jours, Fin de partie).
- Arthur Adamov (1908-1970)
- Eugène Ionesco (1909-1994) : il déteste les genres plus classiques de théâtre, n’aimant que les sources primaires des théâtres antiques. Sa pièce principale est La Cantatrice chauve, pièce qui est en fait un ensemble de dialogues décousus mettant en évidence l’absurdité de la répétitivité quotidienne de la vie.
- Jean Genet (1910-1986) : en s’inspirant de sa vie dans la pègre le menant jusqu’à la prison, il écrira diverses pièces dépeignant l’univers des parias, essentiellement les hors-la-loi homosexuels (Haute Surveillance). Il a également dépeint l’univers des domestiques (Les Bonnes).
- Virgilio Piñera (1912-1979) : écrivain cubain. Sa pièce Electra Garrigó (écrite en 1941 mais jouée pour la première fois en 1948) anticipe de deux ans les grands thèmes existentialistes développés dans Les Mouches (1943) de Sartre. Avec Fausse alerte (Falsa alarma), écrite deux ans avant La Cantatrice chauve, il annonce Ionesco. Le génie de Piñera tient dans le fait qu’il « cubanise » les thèmes et l’esthétique des Avant-gardes européennes.
- Georges Schehadé (1905-1989) : les personnages de ses pièces sont funambulesques, loquaces et pathétiques.

### En Europe de l'Est
- István Örkény (1912-1979)
- Tadeusz Różewicz (1921-2014)
- Miron Białoszewski (1922-1983)
- Yordan Raditchkov (1929-2004)
- Sławomir Mrożek (1930-2013)
- Václav Havel (1936-2011)
- Stanislav Stratiev (1941-2000)
- Drago Jančar (né en 1948)

### Héritiers
- Jean Tardieu (1903-1995)
- Max Frisch (1911-1991)
- René de Obaldia (1918-2022)
- Robert Pinget (1919-1997)

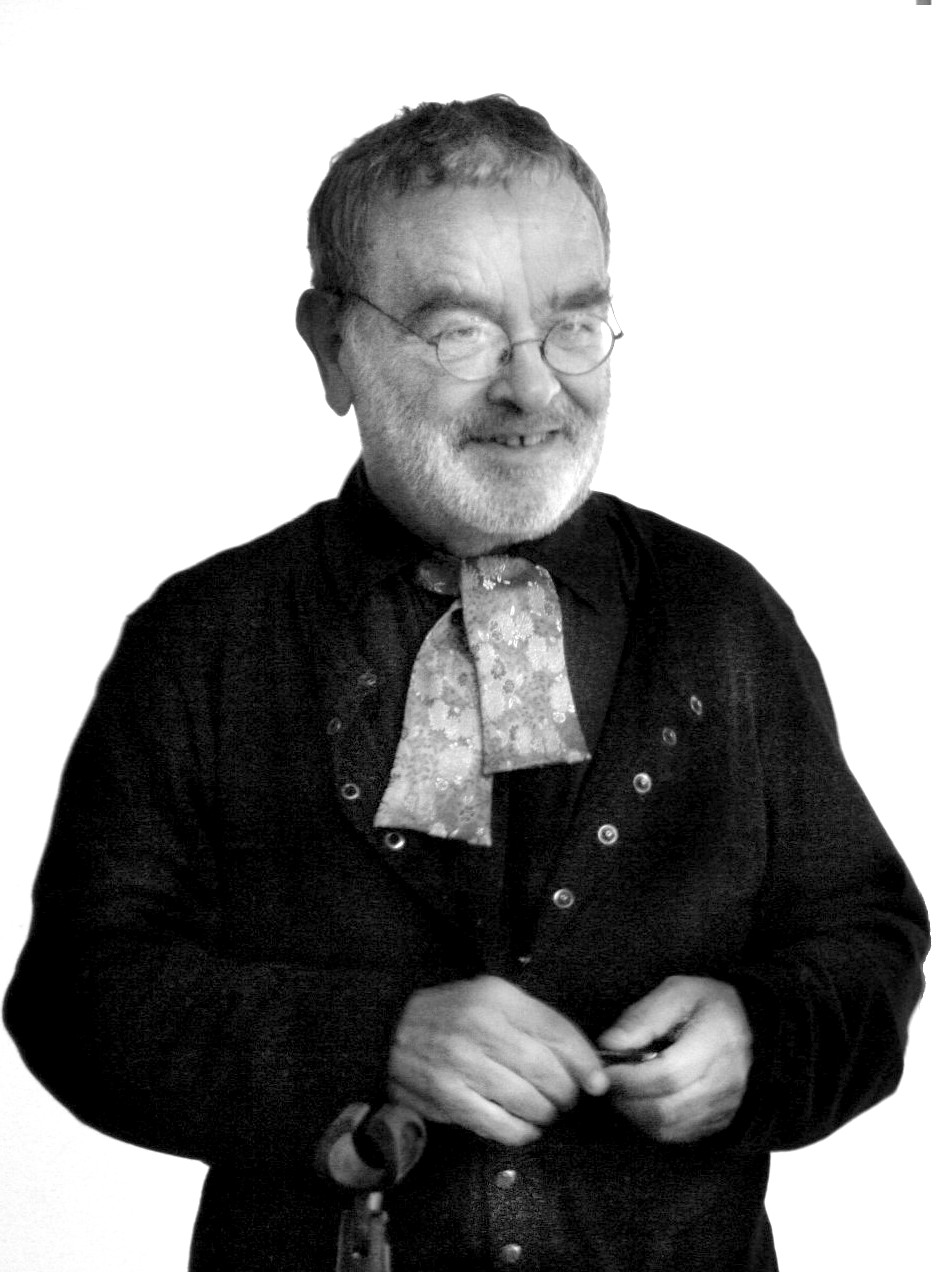
Photographie de Fernando Arrabal.

- Boris Vian (1920-1959) : Les Bâtisseurs d’empire
- Roland Dubillard (1923-2011)
- Claude Gauvreau (1925-1971)
- Edward Albee (1928-2016)
- Harold Pinter (1930-2008) : La Mort aux naseaux
- Fernando Arrabal (né en 1932)
- Tom Stoppard (né en 1937)

## Œuvres majeures
- Eugène Ionesco : La Cantatrice chauve, Rhinocéros
- Samuel Beckett : En attendant Godot, Fin de partie, Oh les beaux jours
- Arthur Adamov : La Parodie, Le Sens de la marche
- Jean Genet : Les Bonnes, Haute Surveillance
- Romain Weingarten : L'Été